# Buddleja formosana
Buddleja formosana là một loài thực vật thuộc họ Scrophulariaceae. Đây là loài đặc hữu của Đài Loan. Chúng hiện đang bị đe dọa vì mất nơi sống.